# Breeding the Spawn
Breeding the Spawn – drugi album studyjny amerykańskiej grupy muzycznej Suffocation. Wydawnictwo ukazało się 18 maja 1993 roku nakładem wytwórni muzycznej Roadrunner Records. Nagrania zostały zarejestrowane i zmiksowane w Noise Lab w West Islip. Mastering odbył się w The Hit Factory DMS w Nowym Jorku. Zespół początkowo zaplanował realizację nagrań w Morrisound Recording wraz ze Scottem Burnsem jako producentem. Jednakże wytwórnia Roadrunner Records odmówiła pokrycia kosztów produkcji.

## Lista utworów
Opracowano na podstawie materiału źródłowego.
1. „Beginning of Sorrow" (Doug Cerrito, Mike Smith) - 4:17
2. „Breeding the Spawn” (Cerrito) - 4:47
3. „Epitaph of the Credulous” (Cerrito, Terrance Hobbs, Frank Mullen) - 3:45
4. „Marital Decimation” (Hobbs, Mullen) - 4:06
5. „Prelude to Repulsion” (Cerrito, Mullen) - 4:50
6. „Anomalistic Offerings” (Hobbs, Mullen) - 4:41
7. „Ornaments of Decrepancy” (Hobbs, Smith) - 4:42
8. „Ignorant Deprivation” (Hobbs, Smith) - 4:50

## Twórcy
Opracowano na podstawie materiału źródłowego.

- Frank Mullen – wokal prowadzący
- Doug Cerrito - gitara rytmiczna, gitara prowadząca
- Terrance Hobbs – gitara rytmiczna, gitara prowadząca
- Chris Richards - gitara basowa
- Mike Smith – perkusja
- Paul Bagin - inżynieria dźwięku, miksowanie, produkcja muzyczna
- Chris Gehringer - mastering
- Dan Seagrave - okładka
- Kristin Callahan - zdjęcia
- Doug Cerrito - logo